# Bukovka
Bukovka je obec v okrese Pardubice v Pardubickém kraji. Žije zde 424 obyvatel.

## Historie
První písemná zmínka o obci pochází z roku 1400.

## Obyvatelstvo
V roce 1900 měla obec Bukovka 418 obyvatel a 51 domů a Habřinka 137 obyvatel a 25 domů.
| Rok            | 1869 | 1880 | 1890 | 1900 | 1910 | 1921 | 1930 | 1950 | 1961 | 1970 | 1980 | 1991 | 2001 | 2011 | 2021 |
| -------------- | ---- | ---- | ---- | ---- | ---- | ---- | ---- | ---- | ---- | ---- | ---- | ---- | ---- | ---- | ---- |
| Počet obyvatel | 466  | 471  | 485  | 418  | 418  | 401  | 371  | 323  | 330  | 331  | 346  | 388  | 395  | 374  | 382  |
| Počet domů     | 68   | 70   | 70   | 71   | 73   | 75   | 78   | 92   | 94   | 90   | 96   | 117  | 117  | 120  | 128  |

## Obecní správa

### Části obce
- Bukovka
- Habřinka

### Obecní symboly
Znak a vlajka byly obci uděleny rozhodnutím předsedy Poslanecké sněmovny Parlamentu České republiky dne 18. března 2003.

## Pamětihodnosti
- Evangelický kostel u silnice, novorenesanční stavba s věží z let 1859–1861 na místě starší dřevěné stavby

## Galerie

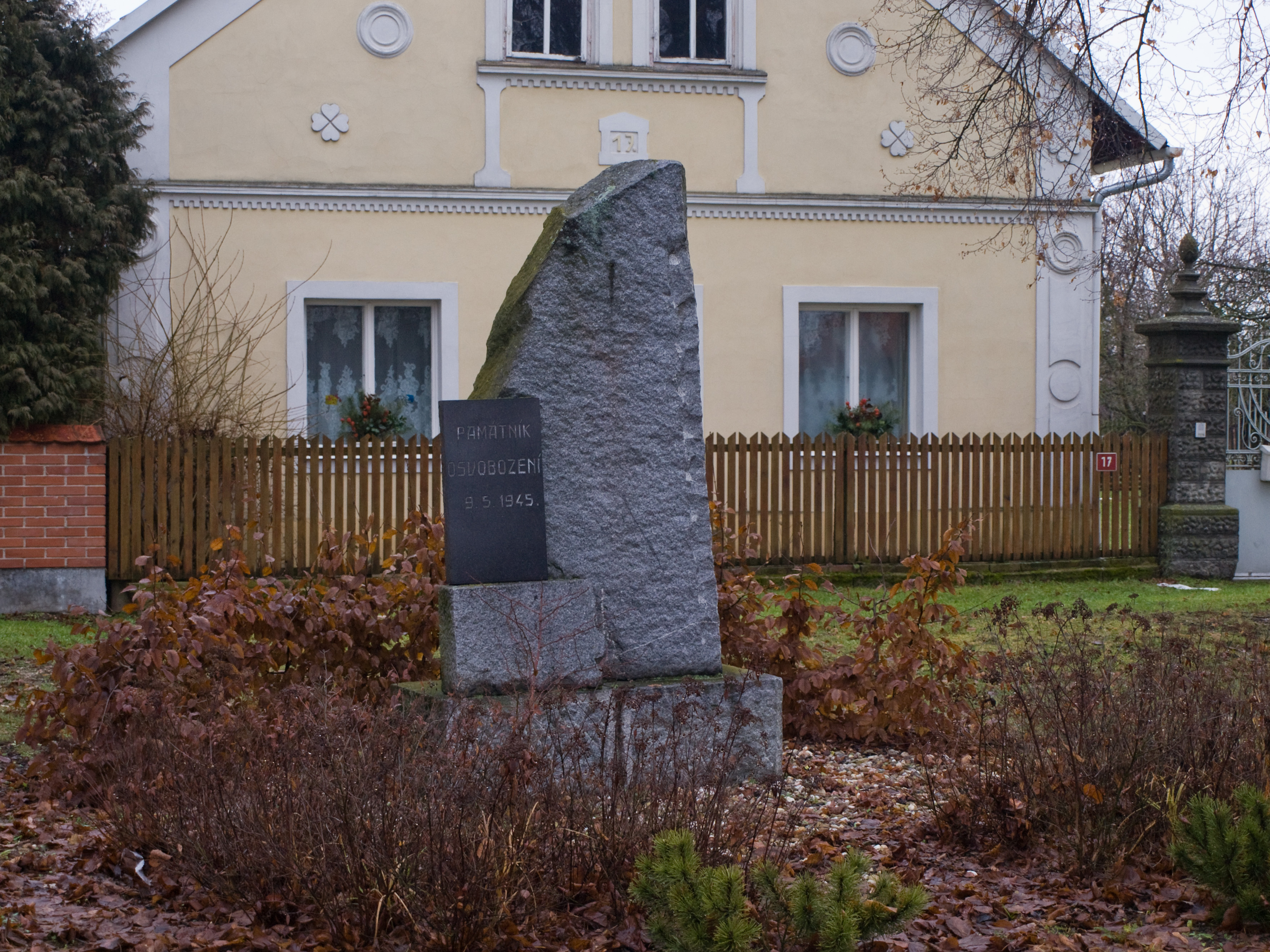
Památník osvobození
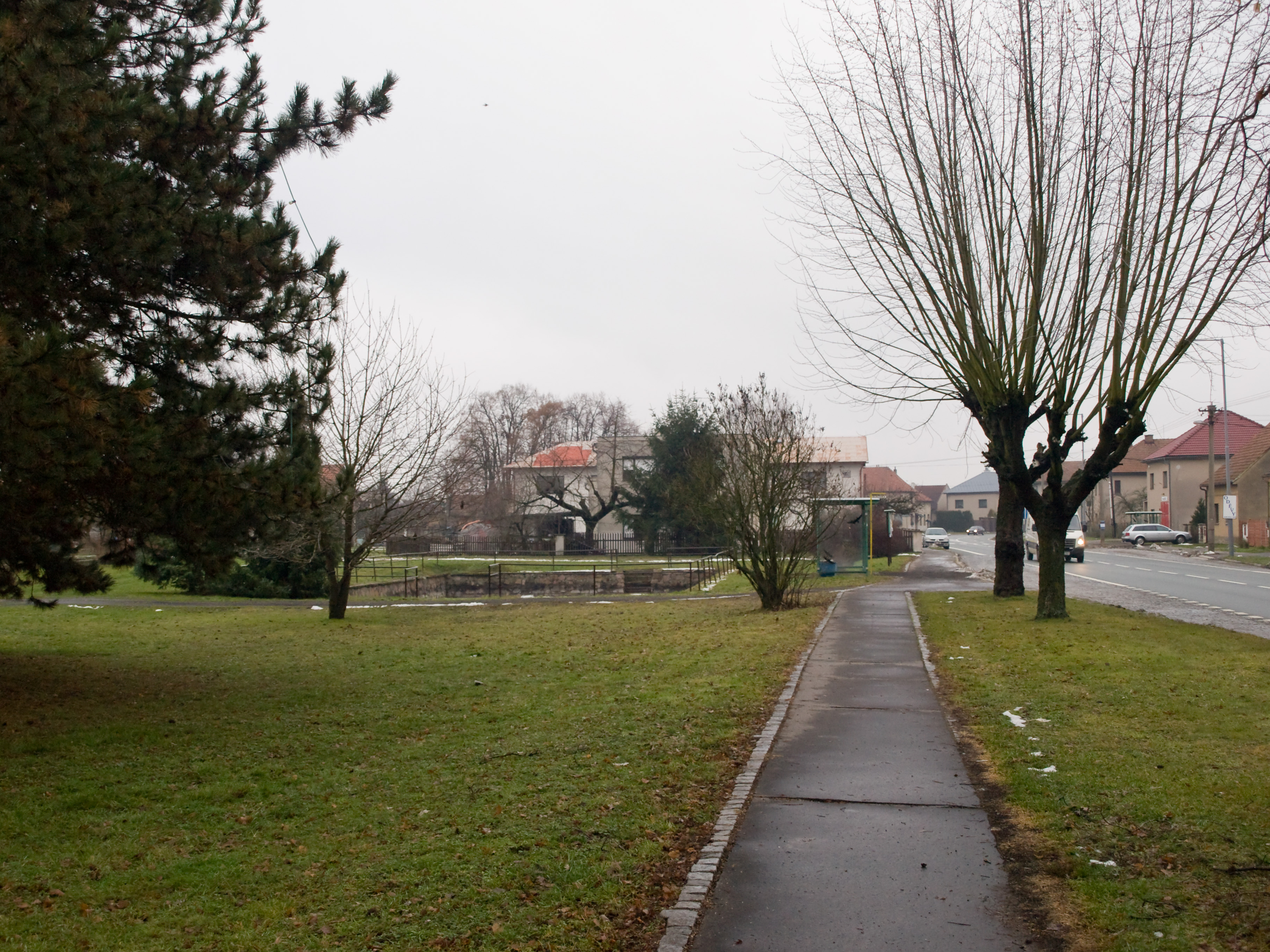
Chodník v obci
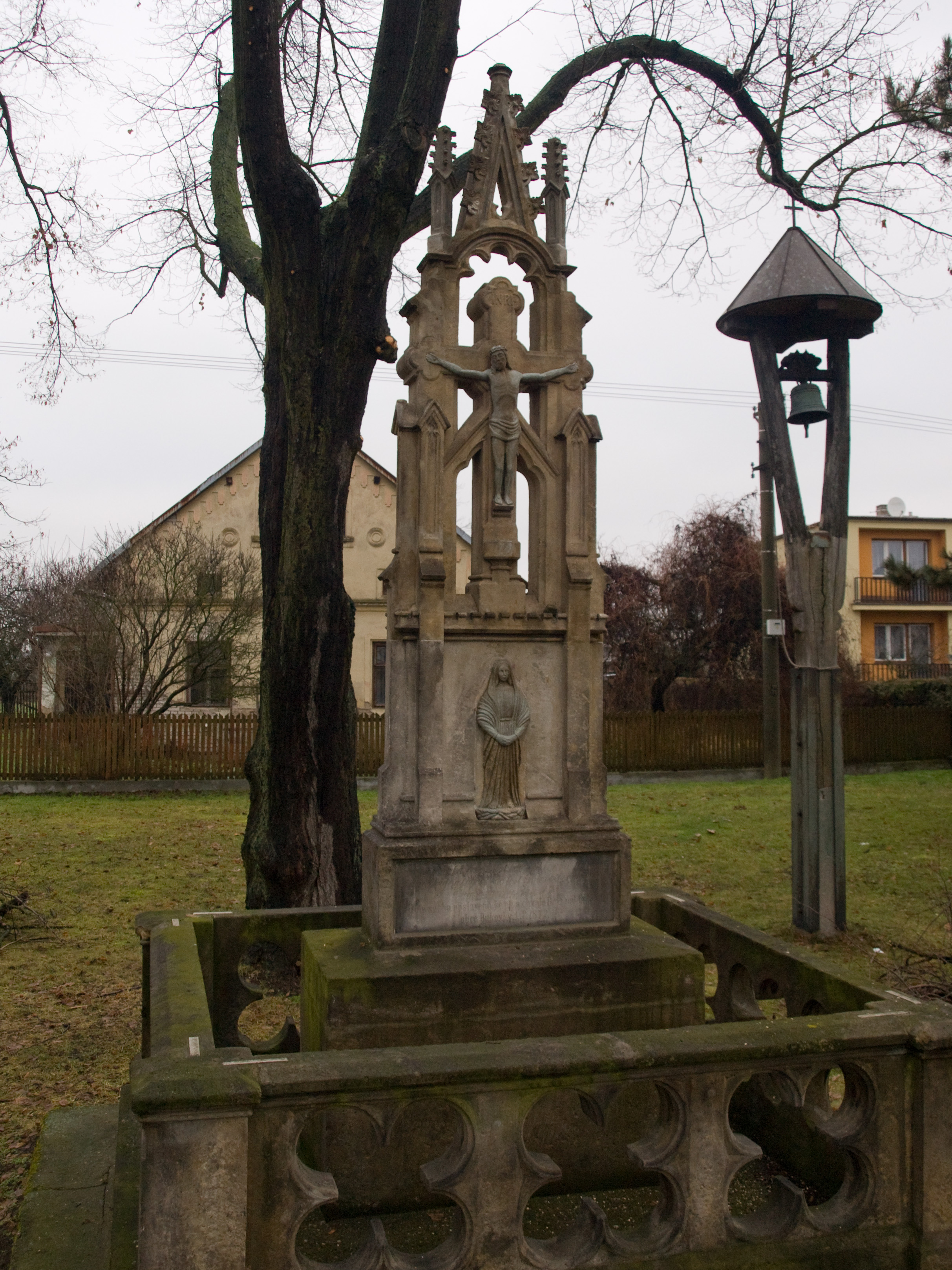
Zvonice
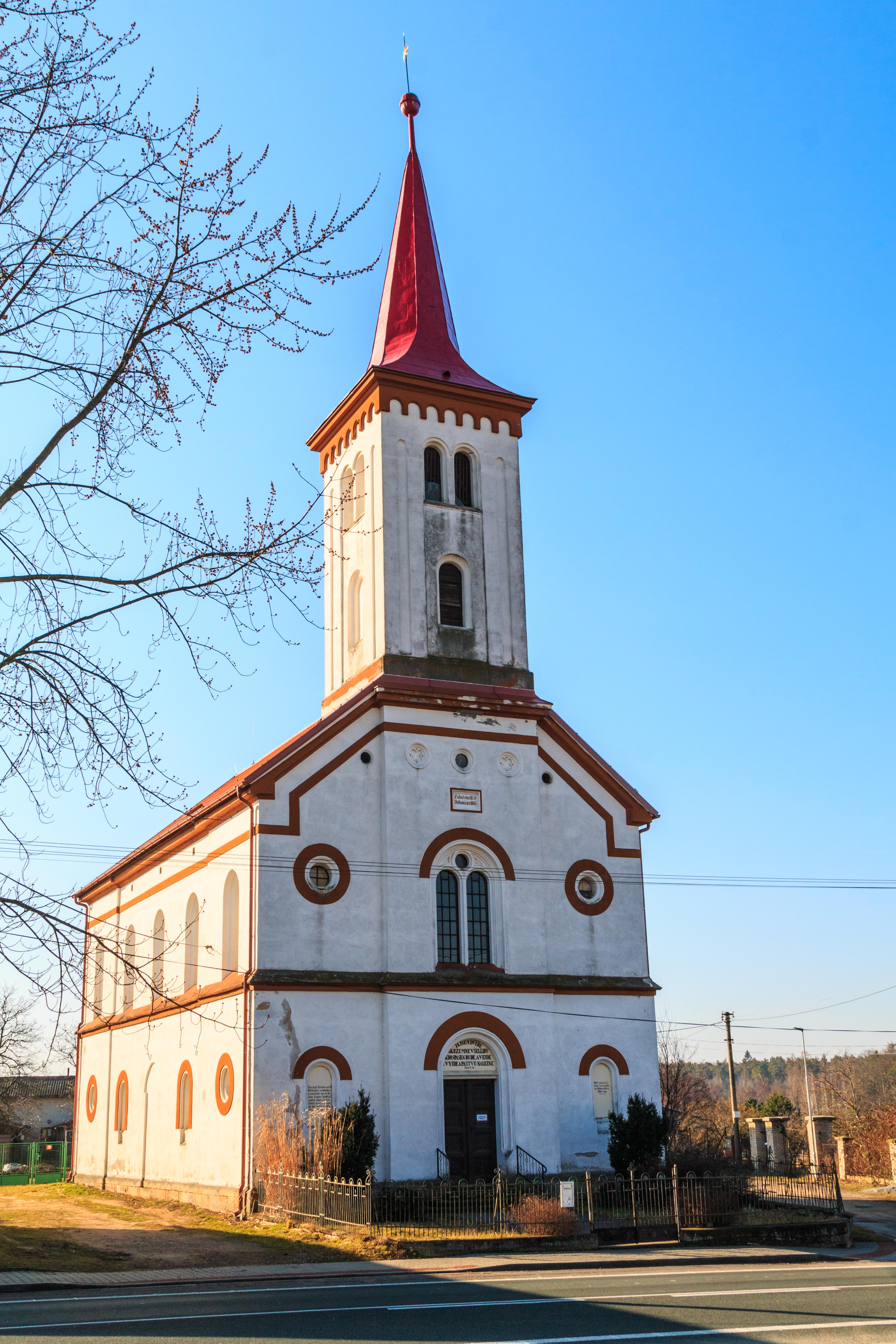
Kostel